# あさぎり町立須恵中学校
あさぎり町立須恵中学校（あさぎりちょうりつ すえちゅうがっこう）は、かつて熊本県球磨郡あさぎり町須恵にあった公立中学校。通称「須中（すちゅう）」。

## 沿革
- 1947年（昭和22年） - 須恵村立須恵中学校創立。
- 2003年（平成15年） - 5町村合併により、あさぎり町発足。それに伴い「あさぎり町立須恵中学校」と改称。
- 2012年（平成24年）4月1日 - あさぎり町管轄の5つの中学校があさぎり町立あさぎり中学校に統合される事に伴い、閉校した。

## 著名な出身者
- 橋口侑佳（現・フリーアナウンサー、青森テレビ、熊本朝日放送、名古屋テレビ放送（メ～テレ）、宮崎放送の元アナウンサー）